# 3558 Shishkin
3558 Shishkin (1978 SQ2) là một tiểu hành tinh vành đai chính được phát hiện ngày 16 tháng 9 năm 1978 bởi L. Zhuravleva ở Nauchnyj. Nó được đặt theo tên Nga landscape painter Ivan Shishkin.